# 津和野町営バス
津和野町営バス（つわのちょうえいバス）は島根県鹿足郡津和野町で運行するコミュニティバスである。

## 概要
- 元々合併前の日原町にて日原町営バス（にちはらちょうえいバス）、津和野町にて津和野町過疎バス（つわのちょうかそバス）を運行していたが、両町の合併による津和野町の発足に伴い、両者を統合して津和野町営バスとした。従って、路線は今も日原地域と津和野地域とに分かれている。
- 運賃は、日原地域が200円均一で、津和野地域は200円・300円の2段階（小学生以下・障害者手帳を持参の場合は半額、保護者同伴の幼児（小学生未満）は1人まで無料）。
  - 回数券（11枚綴りで10回分の料金）や定期券（通勤と通学とがあり、それぞれ1・3ヵ月用がある）もある。
- デマンド運行の路線や区間があり、乗車前日までに予約センターに予約が必要。
- 運行形態は、道路運送法の規定に基づく自家用自動車（白ナンバー車）による有償運送である。

## 沿革
- 2005年9月25日 - 日原町と津和野町の合併による津和野町の発足に伴い、両町の自治体バスを統合して津和野町営バスとする。
- 2010年4月1日 - 石見交通津和野駅 - 野中・吹野方面路線廃止の代替として、町営バス野中線（津和野駅 - 野中上）運行開始。吹野上 - 四本松 - 木部公民館間には無料シャトルバスの吹野線を運行。[1]
- 2011年4月1日 - 石見交通木部線（津和野駅 - 奥ヶ野など）の廃止に伴い、町営バス路線を大幅変更。[2]
  - 津和野地域に木部線、吹野・中曽野線、川尻・西谷線、吹野支線、長福・中山線、日原地域に日原市街地線、左鐙支線を新設。一部路線はデマンド運行。
  - 名賀線、野中線を共存病院まで延長。名賀線は門林、木尾谷、徳次中に一部便乗り入れ。野中線は野中上 - 豊稼上間デマンド運行で延長。
  - 下左鐙線、須川支線を週2回の運行とし、全区間デマンド運行化。
  - 須川線の笹ヶ峠は月～土曜とも運行、相撲ヶ原下出合 - 須郷間デマンド運行化。
  - 津和野地域の運賃を200円、300円の2段階に（それまでは10円単位の区間制だった）

## 路線
- 詳細な運行案内は#外部リンクの津和野町公式ウェブサイト内にあるバス時刻表を参照のこと。
- （停留所名）は一部の便のみ停車。＜停留所名／停留所名＞はどちらかを経由。

### 日原地域
日原地域の路線は全て、日曜、祝祭日は運休。
左鐙・商人・宿の谷線
- 榊地蔵前 - 商人センター -  （宿の谷下 - 青原駅） - 道の駅 - 口屋橋 - （日原（農協前） - 共存病院前（玄関）） - 共存病院（国道） - 円の谷 - 畳 - 左鐙 - 上横道

大木・二俣・堤田・滝元線
- 舟板 - ＜大木上/二俣中央＞ - 青原駅 - 道の駅 - 口屋橋 - 日原（農協前） - 共存病院前（玄関） - 日原駅 - 宮ノ前

須川線
- 東青原駅前 - ＜野地下/青原駅 - 道の駅 - 口屋橋＞ - （日原（農協前） - 共存病院前（玄関）） - 共存病院（国道） - 日浦口 - ＜日浦 - 小倉谷/須川小学校前＞ - 小倉谷口 - 相撲ヶ原 - 笹ヶ峠 - 須郷
  - 日浦・小倉谷経由便は水曜日のみ運行。須郷へはデマンド運行。

日原市街地線
- 金見町下 - 商工会前 - 開発センター - 日原診療所

下左鐙線
- 道の駅 - 口屋橋 - 日原（農協前） - 共存病院前（玄関） - 共存病院（国道） - 円の谷 - 下左鐙
  - 火曜・金曜のみの運行で、全区間デマンド運行（以前は非デマンドだったが、第2・第4火曜日のみ運行だった）。

左鐙支線
- 日原 - 日原診療所 - 左鐙 - 無門橋 - 福谷上 - 岳
  - 木曜・土曜のみの運行で、全区間デマンド運行。

須川支線
- 日原 - 日原診療所 - 日浦口 - 小倉谷口 - 大倉谷 - 日浦
  - 月曜・水曜のみの運行で、全区間デマンド運行。

### 津和野地域
名賀線
- 共存病院 - 本町入口 - 津和野駅前 - 郷土館前（ - 門林集会所） - 鴎外旧居前 - 津和野温泉 - 牧ヶ野 - 木尾谷口（ - 木尾谷） - 下徳次（ - 徳次中） - 田代

野中線
- 共存病院 - 本町入口 - 津和野駅前 - 郷土館前 - 鴎外旧居前 - 津和野温泉 - 高田 - 中原 - 横瀬 - 野中上 - 豊稼上
  - 日曜日は運休。野中上 - 豊稼上間はデマンド運行。

木部線
- 共存病院 - 本町入口 - 津和野駅前 - 郷土館前 - ＜鴎外旧居前 - 津和野温泉／津和野高校前 - 鷲原公園前＞ - 鷲原 - 中原 - 横瀬 - 四本松 - 中川 - 元郷 - 奥ケ野 - 三歩市上 - 長野

吹野・中曽野線
- 四本松 - 吹野上 - 小野 - 四本松

川尻・西谷線
- 四本松 - 川尻 - 小山 - 木毛 - 西谷上 - 西谷口
  - 全区間デマンド運行。

吹野支線
- 四本松 - 木曽野 - 吹野溢 - 絵師 - 四本松
  - 火曜・金曜のみの運行で、全区間デマンド運行。

長福・中山線
- 四本松 - 西迫 - 奥ケ野上 - 柳迫 - 福谷 - 四本松
  - 月曜・木曜のみの運行で、全区間デマンド運行。

## 合併前に運行していた自治体バス
現津和野町に合併前の各自治体で運行していた日原町営バス、津和野町過疎バスについて述べる。

### 日原町営バス

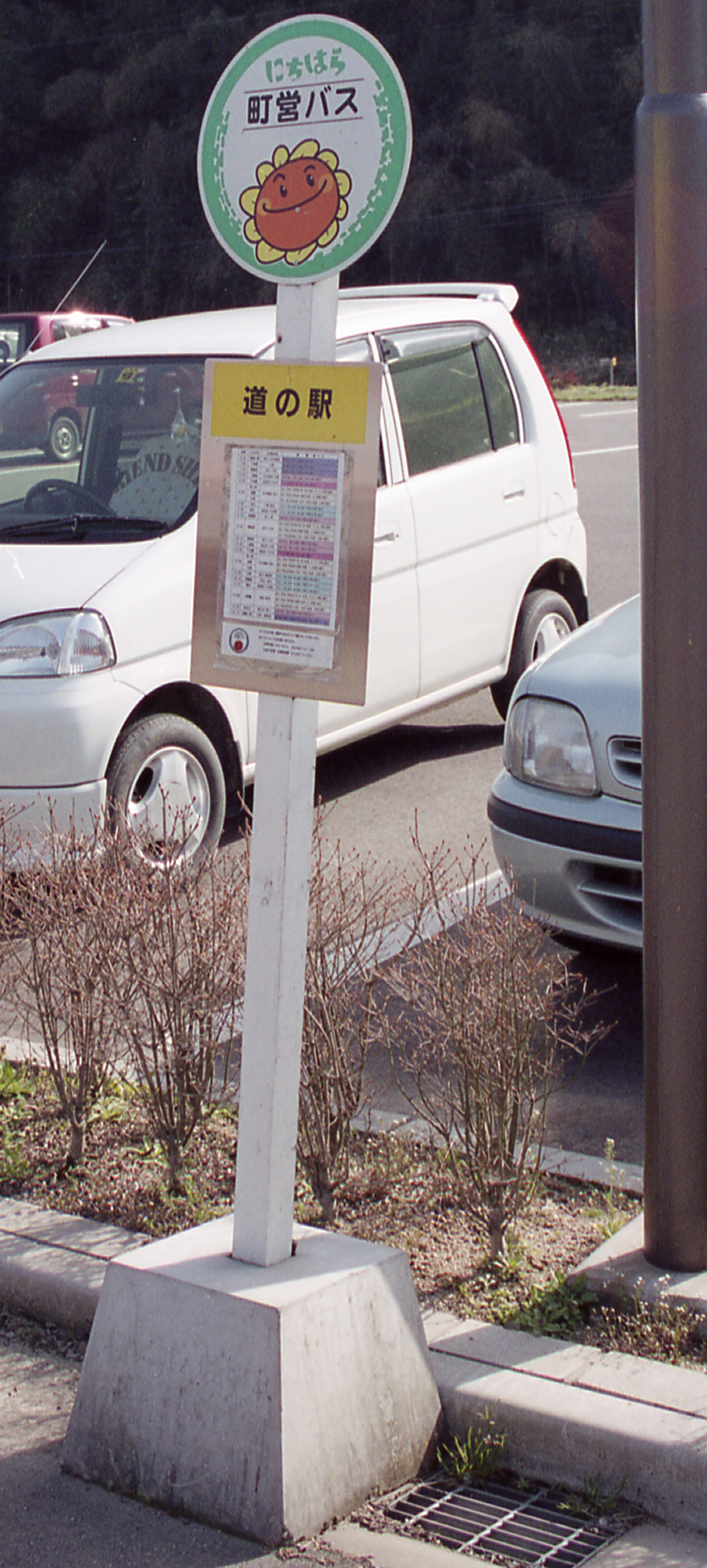
日原町営バス当時のバス停

- 合併前の日原町が運行していたコミュニティバスで、町内小中学校のスクールバス用車両の利用時間外を生活型バスとして、従来運行していた患者輸送車の路線を基本的に引き継ぐかたちで運行開始した（同時に患者輸送車や病院送迎バスは廃止）。
- 車両は町有で、運行は民間委託だった。運行開始当時は大新東に委託していた。
- 日曜日は全便運休。
- 料金は中学生以上200円、小学生100円だった。
- 運行形態は、道路運送法の規定に基づく自家用自動車（白ナンバー車）による有償運送（いわゆる80条バス）であった。

#### 沿革
- 2001年4月1日 - 日原町営バス運行開始。
- 2003年4月 - 委託先を石川産業（有）に変更。

#### 路線
以下3路線があった。運行本数は各路線午前・午後の2往復だった。
左鐙・商人・宿の谷線
須川・野地・青原線
大木・鹿谷・二俣・堤田・滝元線

#### 車両

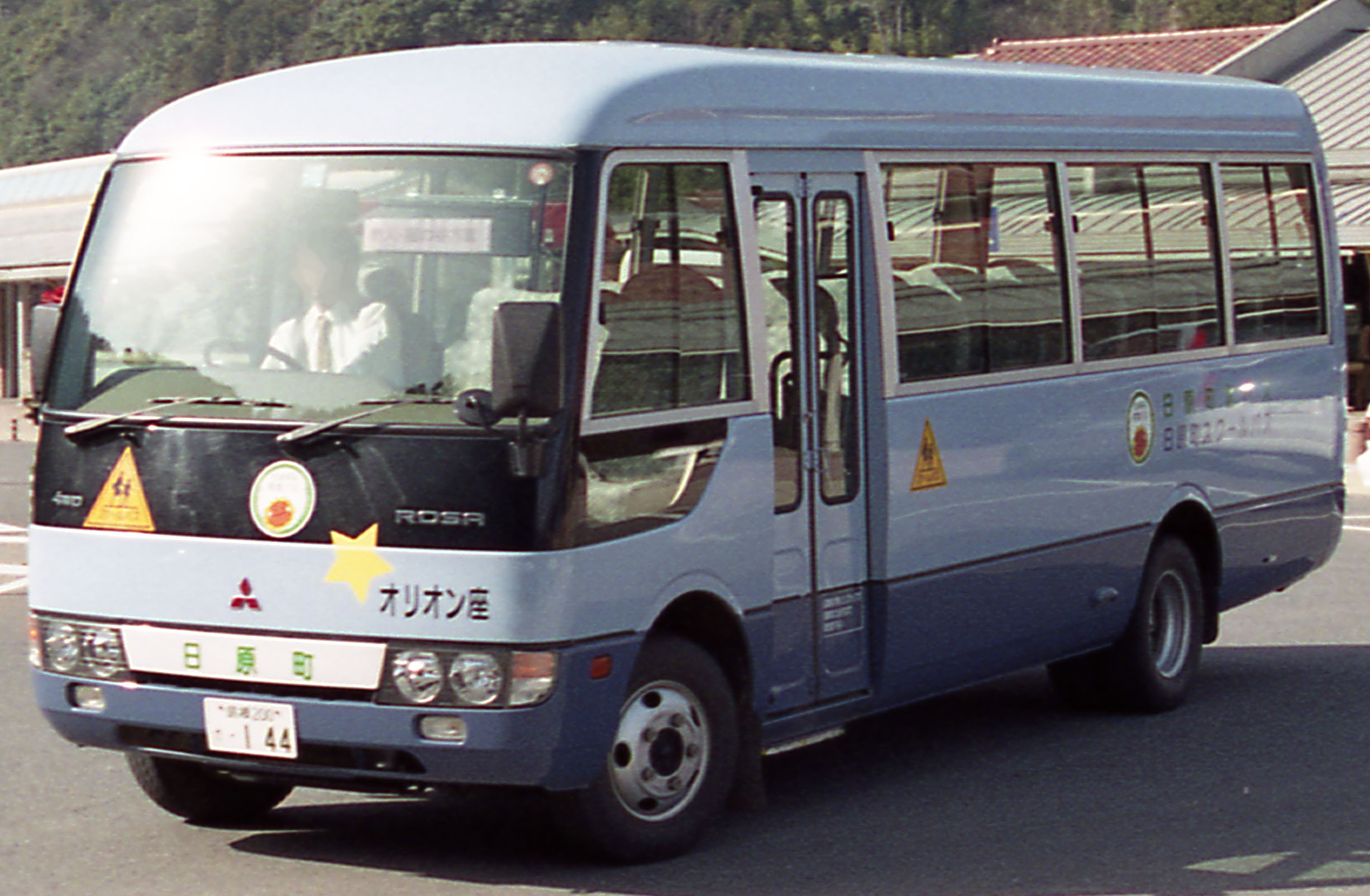
日原町営バス当時の車両（2002年）

- 29人乗り車両4台で運行していた。

### 津和野町過疎バス
- 合併前の津和野町が運行していたバスで、民間路線バスの廃止に伴い運行する廃止代替バスであった。
- 運行形態は、道路運送法の規定に基づく自家用自動車（白ナンバー車）による有償運送（いわゆる80条バス）であった。

#### 路線
以下1路線があった。運行本数は1日3往復だった。
- 津和野駅 - 津和野温泉 - 田代　《15.8 km》

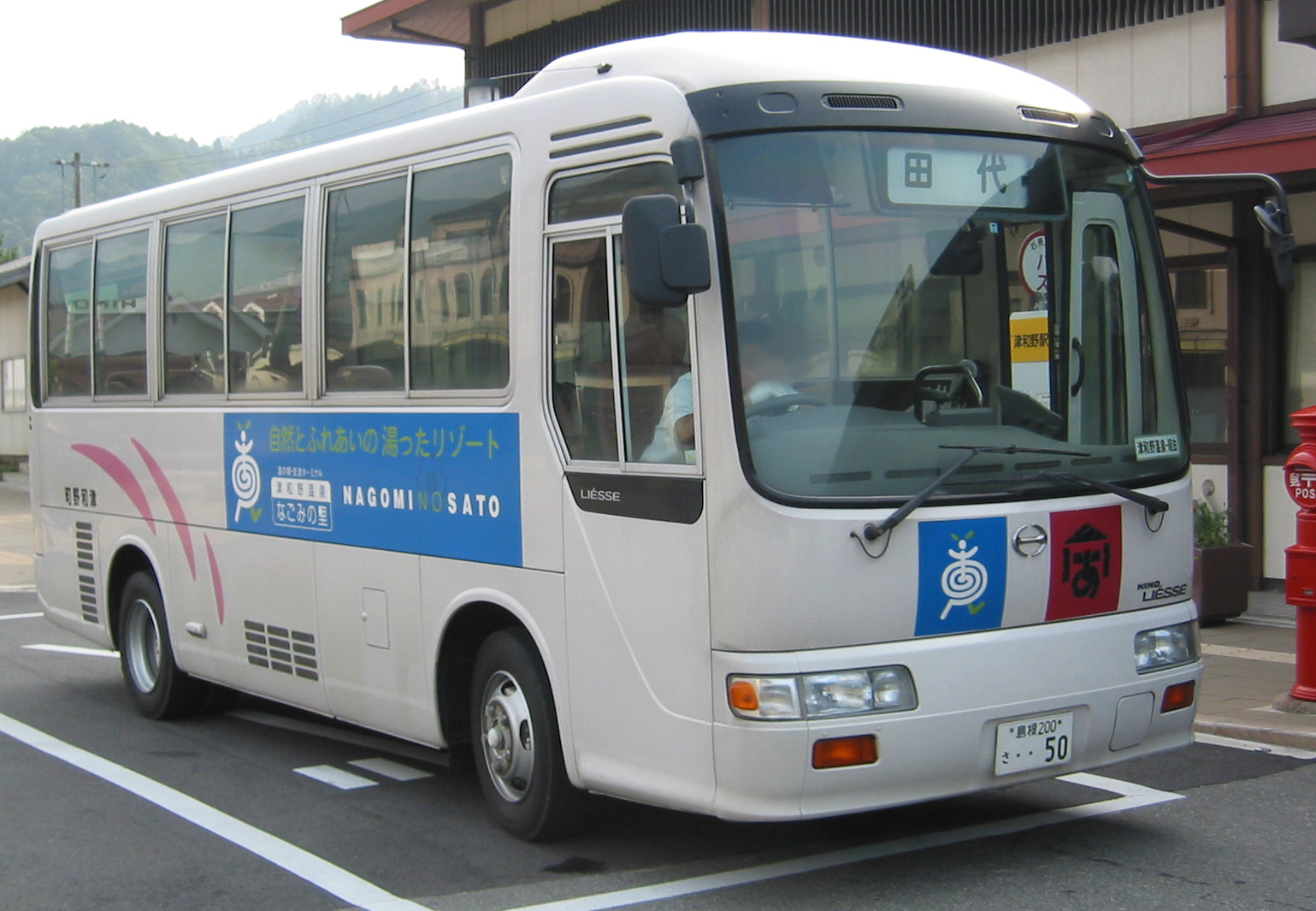
津和野町過疎バス当時の車両（2005年）